# Castell d'Ussel
El Castell de Ussel és un castell medieval del Vall d'Aosta al nord-oest d'Itàlia. Es troba en cim d'un promontori rocós que domina la vila de Châtillon, i permet controlar l'entrada a la vall de Valtournenche i la vall del riu Dora Baltea.

## Descripció
El castell es va construir sobre un promontori de roca serpentinita, separat de la resta de la muntanya per la falla "Aosta-Ranzola" (d'orientació est-oest), erosionada al llarg dels segles per les glaceres del Plistocè. El relleu es caracteritza per lents de magnetita que van ser explotades en èpoques passades per mitjà de galeries mineres; alguns punts d'accés a les mines encara són visibles al voltant del castell.

## Història

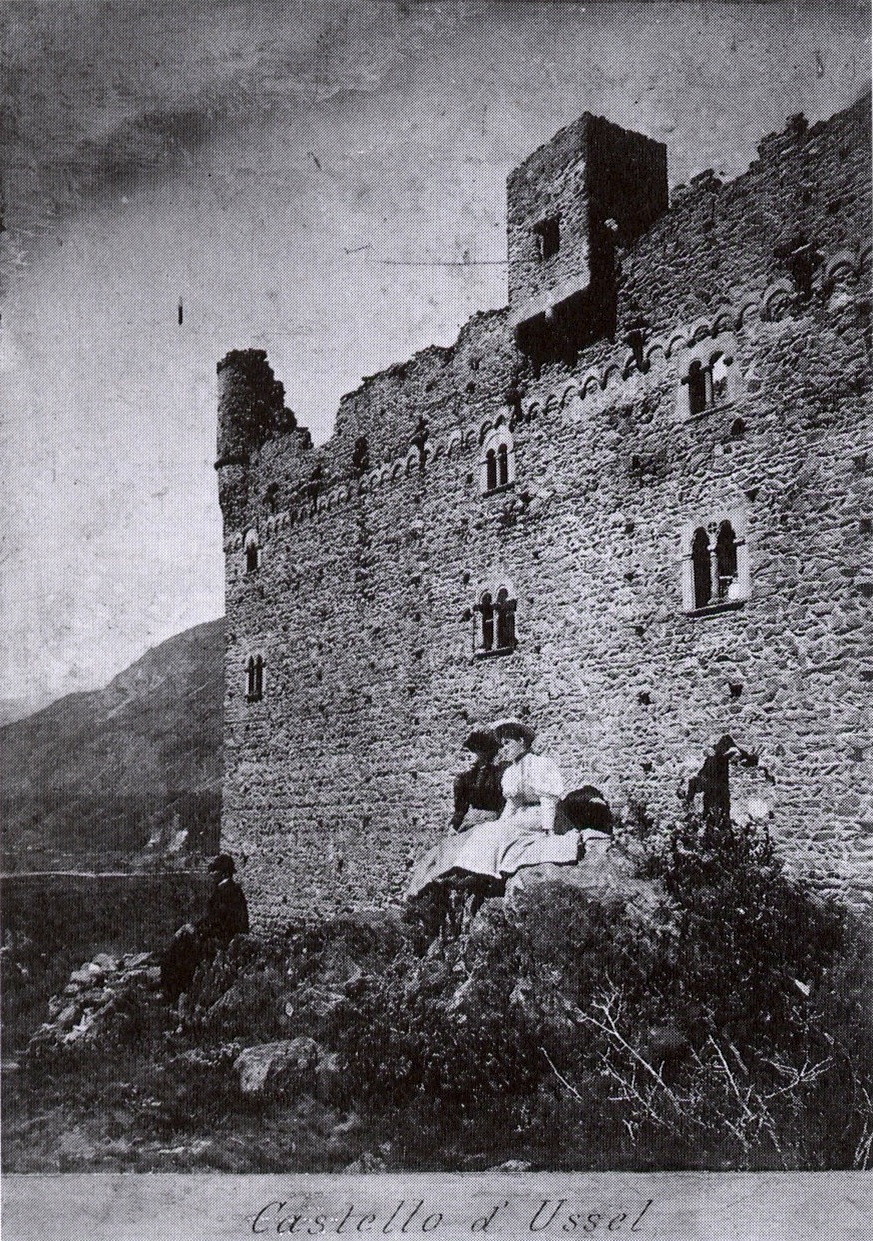
Castell d'Ussel en 1896, costat sud.

El castell va ser construït per Ébal II de Challant l'any 1343 després de resoldre els complicats problemes hereditaris que va involucrar a la família Challant després de la mort de Ébal I de Challant. A la seva mort l'any 1323, Ébal I va nomenar com a hereus als seus quatre fills, Pierre, Jacques, Boniface i Jean, així com dos fills del seu fill major Godefroy, qui havia mort amb anterioritat, amb el requisit que els nets Ébal II i Aymon es quedarien amb la meitat de l'herència. Van arribar finalment a un acord el 1337, quan els fills de Ébal I van reconèixer el seu nebot Aymon com a hereu de la finca de Fénis i a Ébal com l'hereu de Saint-Marcel i Ussel.
A Ébal se li va concedir el dret de construir un castell a Ussel, però no abans que passessin sis anys a partir de l'acord, és a dir, des de 1343. Als segles següents el castell va sofrir la mateixa sort que molts altres castells a la vall: després de la mort en 1470 de François de Challant, últim senyor d'Ussel, el castell va ser utilitzat com a presó i caserna, i després abandonat.
Amb l'extinció de la família Challant l'any 1846, el castell i altres possessions a la zona van passar a la família Passerin Entrèves, i finalment, en 1983, a la governació de la regió.
Els treballs de restauració es van iniciar cinc anys després i van acabar l'any 1999. La restauració va ser finançada pel Baró Marcel Bich, un industrial originari de Châtillon conegut pels seus famosos bolígrafs Bic. Per la voluntat del baró el castell es va convertir en un centre d'exposicions de la cultura i art del Vall d'Aosta i alberga exposicions temporals notables durant l'estiu, quan està obert al públic.

## Arquitectura
Al llarg dels segles, el castell d'Ussel no va ser modificat per projectes de construcció posteriors i va mantenir les seves característiques originals, la qual cosa fa que sigui especialment interessant des del punt de vista històric. Encara que va quedar en ruïnes fins als anys 1980, la seva restauració exterior i interior va permetre reutilitzar-ho com a centre d'exposició.

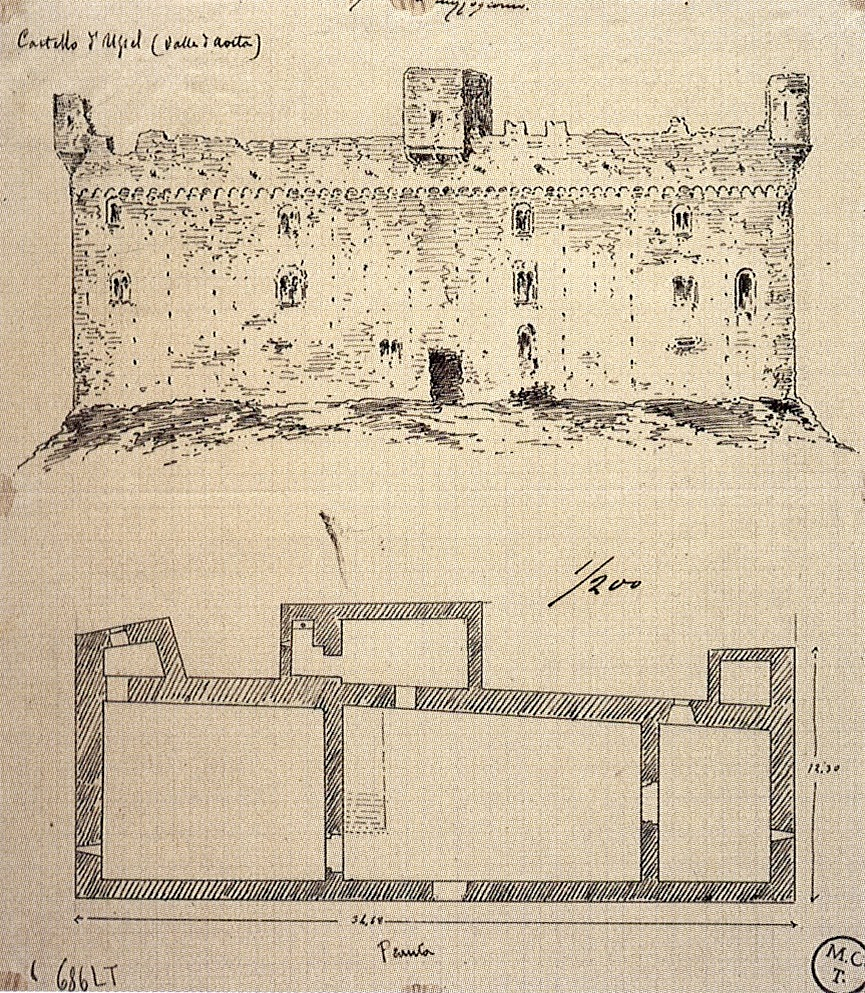
Planta i alçat del castell d'Ussel al migdia, dibuix fet per Alfredo d'Andrade.

El castell representa un important avanç en l'arquitectura militar del Vall d'Aosta. La seva forma rectangular, és el primer exemple d'un castell monobloc al Vall d'Aosta i la seva configuració se situa a mig camí entre el contemporani i escènic castell de Fénis, l'estructura del qual de castell primitiu es va articular amb diverses ampliacions, i les formes estereomètriques austeres del Castell de Verrès. En particular, existeix evidència d'un estil de vida menys espartà, que es va traduir en una menor espessor de les parets exteriors i una decoració funcional, no només orientada a la guerra sinó també en funció de la vida dins del castell: les espitlleres estan flanquejades per finestres reals amb seients de pedra a l'interior.
La seva forma -que es va inspirar possiblement als edificis sirians trobats durant les croades - es va aplicar també en altres construccions en el Vall d'Aosta, com el cos residencial del castell de Bramafam a Aosta i la casa fortificada de Planaval a Arvier.
El seu traçat és rectangular, amb els costats llargs orientats cap al sud, enfront del camí d'accés, i al nord el precipici que domina la vila de Châtillon i el Dora Baltea. La seva ubicació en cim del promontori rocós ho fa inaccessible per tres costats, subratllant la seva funció defensiva.
El costat sud compta amb una varietat de belles bífores, totes diferents, i la part superior està adornada amb una banda d'arcs cecs i prominents merlets. L'estructura defensiva d'aquesta part està constituïda per dues torretes protuberants circulars i una lladronera que cobreix el portal d'accés, connectades entre si per una passarel·la. Anteriorment, el portal estava protegit per un revellí del que encara es perceben traces.
El costat nord té altres dues torres rectangulars en els costats i una poderosa torrassa quadrada al centre, que —lluny de ser l'últim refugi com era el cas de les torrasses dels castells primitius— va representar poc més que un element simbòlic del poder feudal.
El sostre, al peu del qual es troba el passeig de ronda, va permetre el l'aprofitament de l'aigua de pluja a través de gàrgoles, amb un sistema similar al del Castell de Fénis. El sostre de l'edifici va ser destruït, i totalment reconstruït durant la restauració de 1988-1999, amb una cúpula d'un material transparent, i una escala que dona accés al sostre i al passeig de ronda.

### Decoracions exteriors

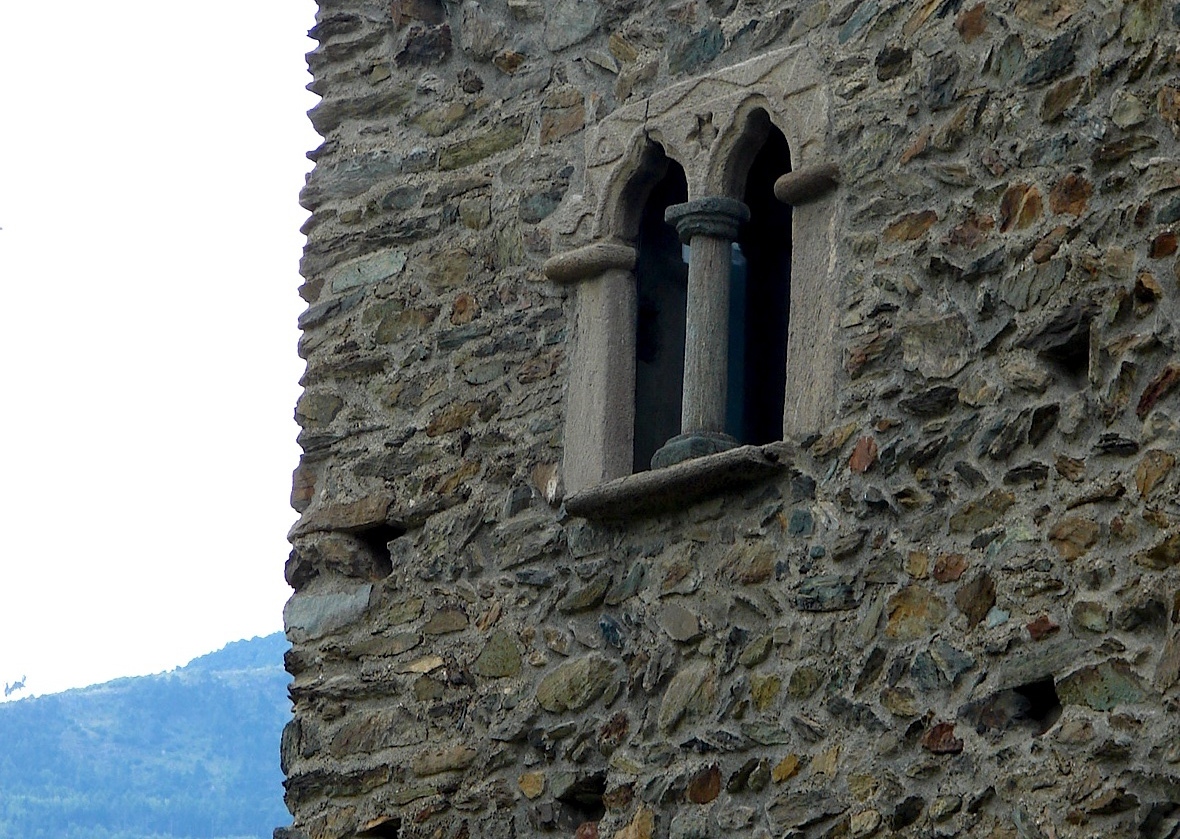
Una bífora de pedra tallada en el costat oest del castell.

Els tres costats menys exposats a atacs estan adornats amb decoracions notables. Una sèrie d'arcs cecs de pedra tallada s'estén al llarg de tres cambres de l'altura de l'alçat.
Les bífores del costat sud són diferents —tant pels seus arcs com per les seves columnes— i figuren entre els més bells d'aquesta època que estiguin presents a la Vall d'Aosta. La bífora de la façana principal és de calcita, una roca que data del Juràssic i que es va formar en el fons de l'oceà de Tetis.
Les arquivoltes de la porta, ara en ruïnes, i en part ho proven dos fragments al terra, foren de pedra tallada representant dos peixos i un símbol amb angles rectes coronat amb un punt el significat del qual es desconeix.

### Interior
El castell es va construir directament sobre la roca, que emergeix en algunes parts de l'edifici, causant una variació de tres a dos pisos i reduint l'espai en alguns punts del soterrani.
L'interior del castell va ser severament danyat com a resultat de segles d'abandó i fou completament reconstruït. El castell probablement estava dividit en tres compartiments per dues parets adjacents paral·leles als costats curts. L'edifici principal va ser utilitzat com a residència del castell, mentre que la part lateral albergava la cuina i altres àrees de serveis.
La calefacció va ser proporcionada per xemeneies monumentals superposades —els rastres de les quals encara es noten en els diferents nivells— amb la finalitat d'utilitzar un sol canal de fum.

## Galeria de fotos

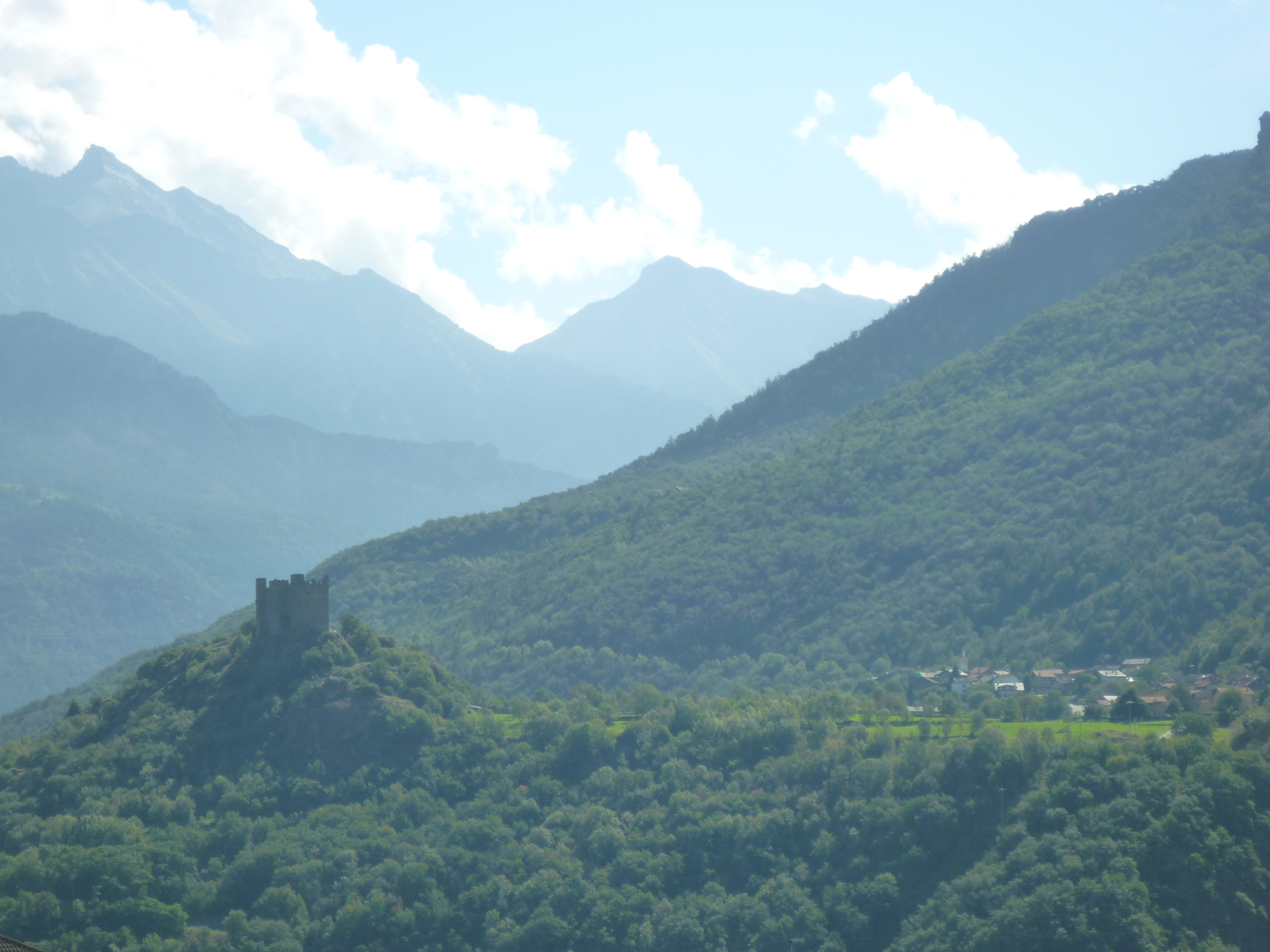
Ussel vist des de Châtillon.
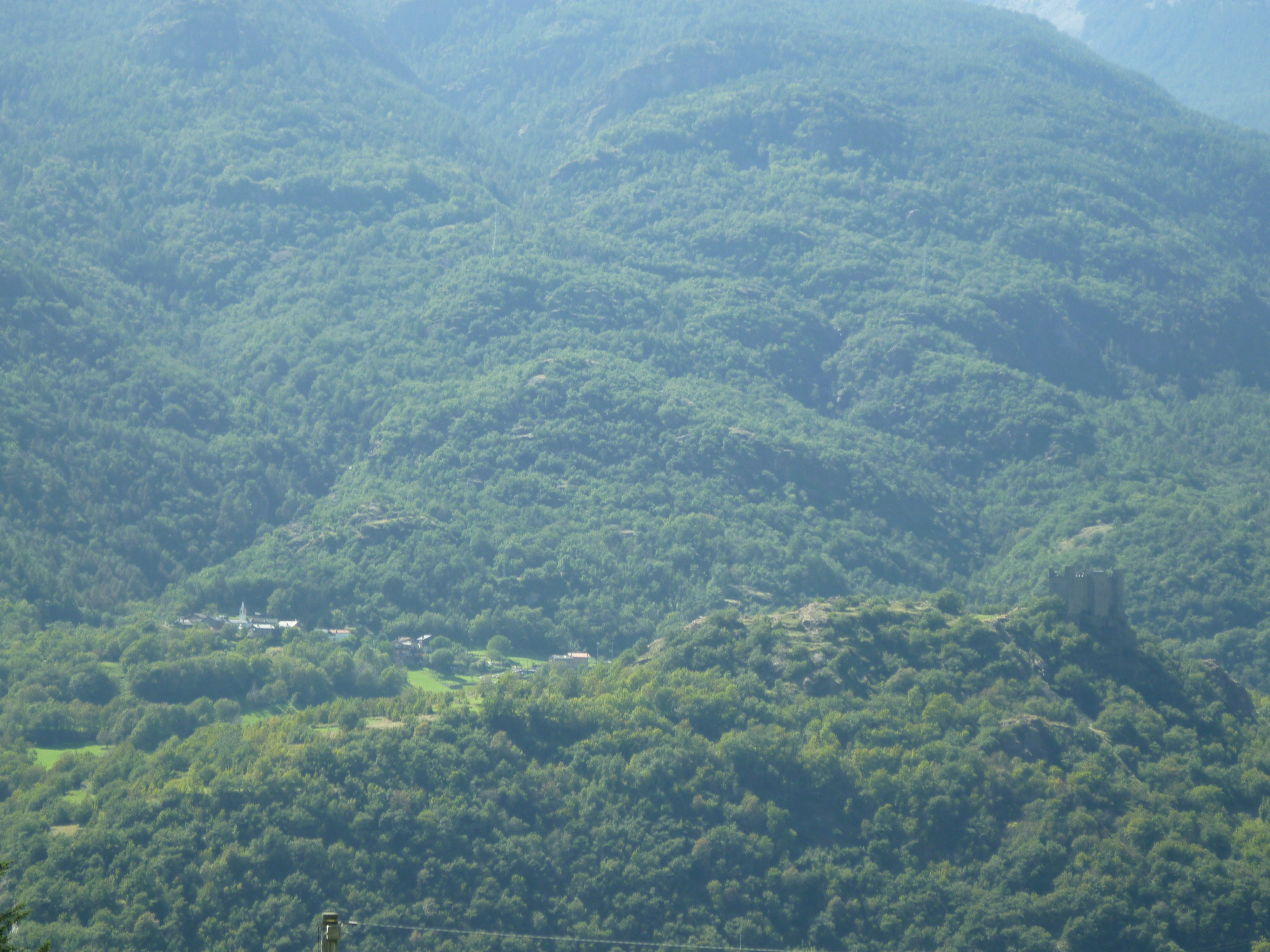
Ussel vist dese Saint-Vincent.
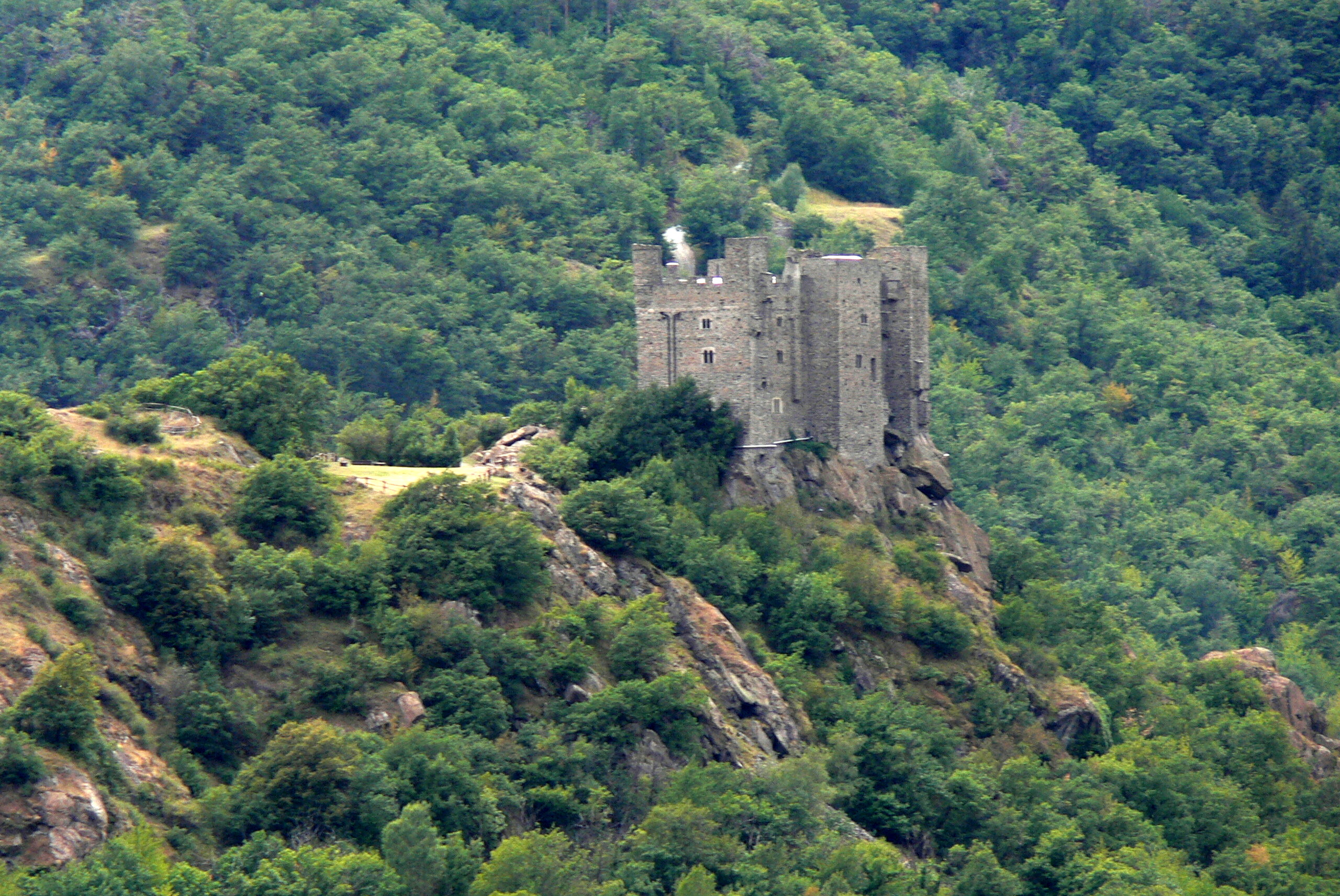
Costat nord-est del castell
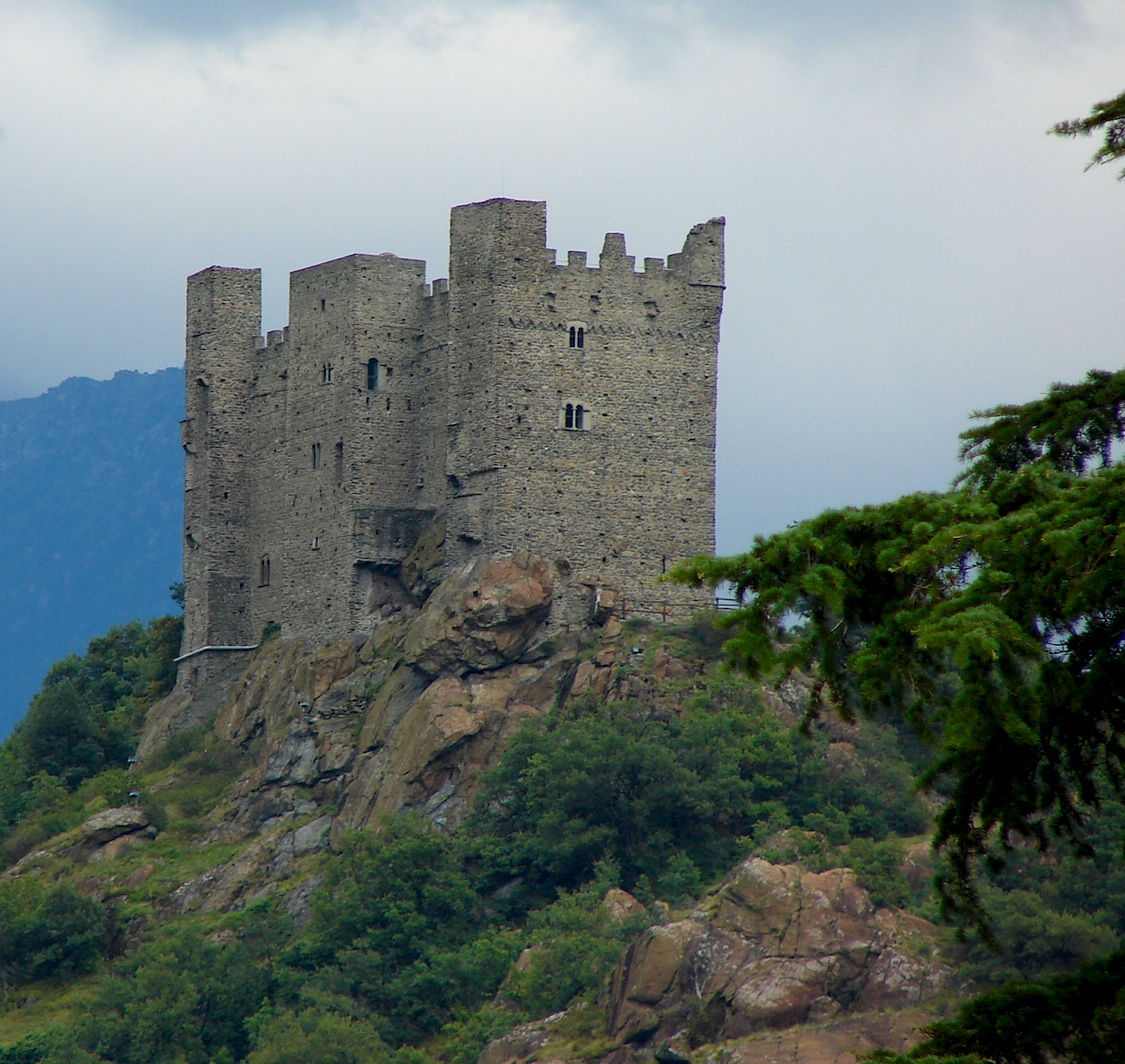
Costat nord-oest
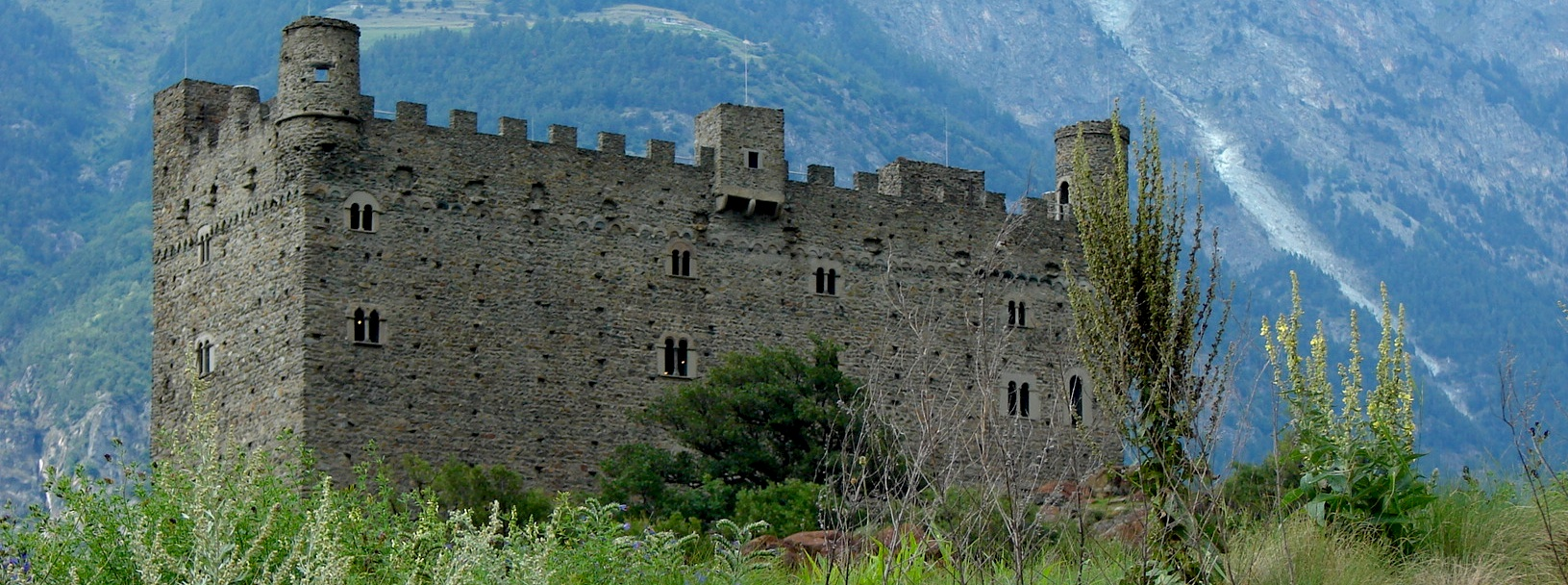
Costat sud del castell